# Negeta mesoleuca
Negeta mesoleuca är en fjärilsart som beskrevs av Holland 1894. Negeta mesoleuca ingår i släktet Negeta och familjen trågspinnare. Inga underarter finns listade i Catalogue of Life.